# Strangalia picticornis
Strangalia picticornis là một loài bọ cánh cứng trong họ Cerambycidae.